# Gyrtothripa simplex
Gyrtothripa simplex är en fjärilsart som beskrevs av Gustaaf Hulstaert 1924. Gyrtothripa simplex ingår i släktet Gyrtothripa och familjen trågspinnare. Inga underarter finns listade i Catalogue of Life.